# 豬齒獸屬
豬齒獸屬（學名Hyopsodus），又名豕齒獸屬，是一屬已滅絕的踝節目哺乳動物。其化石是在北美洲發現，尤其是在美國的畢葛紅盆地（Bighorn Basin）。牠們的身體像松鼠。